# Tabebuia reticulata
Tabebuia reticulata là một loài thực vật có hoa trong họ Chùm ớt. Loài này được A.H.Gentry miêu tả khoa học đầu tiên năm 1992.